# セヴェルィーン・ナルィヴァーイコ
セヴェルィーン・ナルィヴァーイコ（ウクライナ語：Северин Наливайко；？ - 1597年4月21日）は、ウクライナ・コサックの頭領、1594年から1596年にかけてポーランド・リトアニア共和国におけるコサック叛乱の指導者。

## 概要
伝承によれば、ナルィヴァーイコはポーランド・リトアニア共和国ルーシ県グシャーティン町、ルーシ人の革細工人の家で生まれた。若い頃、父がアレクサンダー・カリノフスキ公の部下によって殺されたので、兄デムヤンが勉強していたオストローフ町へ母とともに引っ越した。その後、ウクライナ・コサックの根拠地、ザポロージャのシーチへ出向いてコサック軍に入隊し、オスマン帝国とクリミア・ハン国へのコサック出兵にしばしば加わった。
オストローフに帰省したナルィヴァーイコは、ウクライナの大身、コンスチャンティーン・ヴァスィーリ・オストロージクィイ公の宮廷番衆の百人隊長となった。当時のポーランドの歴史家、イオヒム・ベリスキによると、ナルィヴァーイコは「不思議な人物で、美男であり、それに素晴らしい砲手でもあった」と述べている。
1594年、ナルィヴァーイコはオストロージクィイ公の宮廷を去り、ブラーツラウ地方の住民からコサックの部隊を編成した。同年の夏、2500人のコサックを率いてモルダビア公国へ出陣し、ハンガリー王国への略奪に向かうクリミア・タタールの軍勢を打ち破って、夥しい戦利品を獲得した。

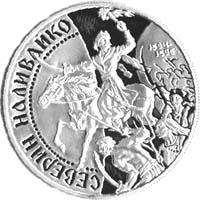
ナルィヴァーイコの乱を記念するウクライナの硬貨

帰国後、ナルィヴァーイコはウクライナの全コサックに、ポーランド・リトアニア共和国の貴族を中心とした政治体制を打倒するように呼びかけた。その呼びかけに1594年と1595年にフルィホーリイ・ロボダーの登録コサックと、マトヴィーイ・シャウーラのサポロージャ・コサックが応じ、ウクライナで大きなコサックの乱が始まった。叛乱軍はウクライナの町人や農民が加担することによって力を増し、ブラーツラウ、フシャーティン、カーニウ、チェルカースィ、バール、ルーツィク、スルーツィク、モヒレーウなどの町々を略奪した。
1595年末、ポーランド・リトアニア共和国の政府が叛乱を鎮めるためにスタニスワフ・ジュウキェフスキが率いる軍勢を派遣したので、ナルィヴァーイコはばらばらで活躍していた叛乱軍の部隊をビーラ・ツェールクヴァ町で合流させた。しかし、叛乱軍は決戦で政府軍に負け、左岸ウクライナへ撤退した。ナルィヴァーイコは左岸ウクライナのソロヌィーツャ川の河岸で砦を築いてそこへ叛乱軍を入れたものの、間もなく政府軍に包囲された。ソロヌィーツャ川の戦いののち、1596年6月7日、叛乱の指導者の一部は、政府軍による赦免の約束を信じてナルィヴァーイコと数人の過激派の司令官を政府軍に渡した。しかし、政府軍は約束を破り、砦に軍勢を入れて叛乱者を皆殺しにした。ナルィヴァーイコは、首都のワルシャワへ運ばれ、拷問を受け処刑された。伝承によれば、彼は銅製の釜で焼かれたという。
ナルィヴァーイコの同時代にはナルィヴァーイコが大盗賊であると認識が一般的であったが、17世紀以後に力を増してきたコサックはナルィヴァーイコをウクライナ同胞のために命を投げ捨てた大英雄だったと評価するようになった。そのような評価は、18世紀末に書かれたコサック長官の歴史観を表す『ルーシ人の歴史』に具体的に紹介されている。また、ナルィヴァーイコの英雄神話は、タラス・シェウチェンコやイヴァン・レーなどの19世紀の文学者によって発展させられた。

## 外部
- （英語） セヴェルィーン・ナルィヴァーイコ // ウクライナ百科事典